# Tepper L. Gill
Tepper L. Gill (* 13. Februar 1941 in Selma, Alabama) ist ein US-amerikanischer Mathematiker und Hochschullehrer der Howard University. Gill beschäftigt sich mit mathematischer Physik.
Gills Forschungsinteressen sind die relativistische Quantenmechanik, klassische Elektrodynamik, nicht-lineare dynamische Systeme und Stochastik.

## Leben
Gill wurde 1941 in Selma als eines von sechs Kindern von Sallie und Leonard Gill geboren. Kurz darauf zog die Familie nach Detroit im Bundesstaat Michigan. Eine prägende Erinnerung aus seiner Kindheit war ein Ereignis in der Grundschule, als sich herausstellte, dass Gill unter einer Sehbehinderung litt. Obwohl er zu Beginn ein guter Schüler war, beklagte sich der junge Gill bei seinem Grundschullehrer darüber, dass er die Wandtafel nicht richtig sehen konnte. Die Lehrperson ignorierte aber seine Beschwerde, nur seine Mutter nahm die Beschwerde ernst und schickte ihn zu einer Untersuchung der Augen. Als Gill mit einer Brille wieder zur Schule kam, prägte ihn das Nichtbeachten durch die Lehrperson nachträglich und Gill verlor das Interesse an der Schule. So kam es, dass er von einem guten zu einem mittelmäßigen Schüler wurde.
Außerhalb der Schule zeigte Gill sein Talent als begabter Sänger und Musiker. Seine schlechten schulischen Leistungen hinderten ihn daran, einen Job in Detroits boomender Autoindustrie zu finden. Gill und sein Bruder fanden schließlich auf einer Pferderennbahn Arbeit und verließen Detroit. Dort kümmerten sie sich um die Pferde. Das Geld war jedoch knapp und während der Zeit der Jim-Crow-Gesetze in den Südstaaten gehörte Diskriminierung an vielen Orten zum Alltag. Gill und sein Bruder beschlossen deshalb wieder zurück nach Detroit zu gehen und besuchten dort die Abendschule. Sein Bruder wurde später Mediziner.
Gill machte 1966 seinen Bachelor sowie 1969 seinen Master an der Wayne State University. Danach promovierte er am selben Ort bei Albert Turner Bharucha-Reid mit der Arbeit Tensor Products of Contraction Semigroups on Hilbert Spaces und erhielt 1974 seinen Doktortitel. 1976 wurde er Assistenzprofessor an der Howard University. 1981 wurde er Associate Professor und 1988 schließlich Professor.
1987 wurde er zusätzlich Vorsitzender des Department of Electrical Engineering und war fortan für beide Abteilungen zuständig. Gill erhielt außerdem eine Professur für theoretische Physik des Instituto per la Ricerca de Base in Italien.
Gill ist Herausgeber des Hadronic Journals, das sich hauptsächlich auf theoretische und mathematische Physik konzentriert.

## Publikationen (Auswahl)
- Tepper L. Gill: Infinite tensor products of Banach spaces. I. In: Journal of Functional Analysis. Band 30, 1978, S. 17–35.
- Tepper L. Gill: Time-ordered operators. I. Foundations for an alternative view of reality. In: Transactions of the American Mathematical Society. Band 266, 1981, S. 161–181.
- Tepper L. Gill: Time-ordered operators. II. In: Transactions of the American Mathematical Society. Band 279, 1983, S. 617–634.
- Tepper L. Gill und Woodford W. Zachary: Time-ordered operators and Feynman Dyson algebras. In: J. Math. Phys. Band 28, 1987, S. 1459–1470.
- Tepper L. Gill und Woodford W. Zachary: The global attractor for the Landau-Lifschitz equations, Magnetic phenomena. In: Lecture Notes in Phys. Band 337, 1989, S. 74–81.
- Tepper L. Gill und James Lindesay: Canonical proper time formulation of relativistic particle dynamics. In: Internat. J. Theoret. Phys. Band 32, 1993, S. 2087–2098.
- Tepper L. Gill, James Lindesay, M. F. Mahmood und Woodford W. Zachary: Proper-time relativistic dynamics and the Fushchych-Shtelen transformation, Symmetry in nonlinear mathematical physics. In: J. Nonlinear Math. Phys. Band 4, 1997, S. 12–27.

### Bücher
- Tepper L. Gill und Woodford W. Zachary: Functional Analysis and the Feynman Operator Calculus. Hrsg.: Springer Cham. 2016, ISBN 978-3-319-27593-2, doi:10.1007/978-3-319-27595-6.